# منطقه فرود (فیلم ۱۹۹۴)
منطقه فرود (به انگلیسی: Drop Zone) یک فیلم اکشن آمریکایی محصول سال ۱۹۹۴ به کارگردانی جان بدهام با بازی وسلی اسنایپس است که در ۹ دسامبر ۱۹۹۴ در ایالات متحده اکران شد.

## داستان
یک مأمور پلیس سرسخت تصمیم دارد به کمک یک چترباز حرفه‌ای، یک هکر کامپیوتری را که از دست قانون می‌گریزد، دستگیر کند…